# Personaggi di Kingdom Hearts

Sora e i suoi amici in Dream Drop Distance

Nella saga di videogiochi giapponese di Kingdom Hearts, creata da Tetsuya Nomura, sono presenti una quantità rilevante di personaggi, più o meno importanti. La maggior parte proviene da opere Disney mentre il resto è contenuto originale del gioco e altri tratte dalle serie Square Enix.
Qui sono elencati i personaggi in ordine di apparizione.

## Creazione e influenze
La serie Kingdom Hearts è diretta da Tetsuya Nomura, il character designer dei giochi. Nomura ha dichiarato che a differenza del lavoro con i personaggi di Final Fantasy, mantenere il protagonista Sora vivo e interessante su più giochi è una sfida. Inoltre ha dichiarato che anche se molti dei personaggi Disney non sono normalmente cupi e seri, non c'erano molte sfide che li rendessero tali per la storia, e nonostante questo la loro personalità brilla perché mantengono le proprie caratteristiche. Anche se la Disney ha dato a Nomura libertà nei personaggi e mondi utilizzati per i giochi, lui e il suo personale hanno cercato di rimanere nei ruoli definiti dei personaggi e confini dei mondi. Al momento di decidere i mondi da includere nel gioco, il team di sviluppo cercò di tener conto di mondi con personaggi Disney che sarebbero stati interessanti.
L'inclusione di specifici personaggi di Final Fantasy si è basata sulle opinioni dei fan e dello staff di sviluppo. Un altro criterio di inclusione era se lo staff sentiva che i personaggi si sarebbero adattati nella trama e nell'universo di Kingdom Hearts. Inizialmente, Nomura esitò a usare personaggi che non aveva progettato, poiché non conosceva il lavoro di fondo di tali personaggi. Per Kingdom Hearts II cambiò idea dopo aver ricevuto pressioni da parte del suo staff. Durante lo sviluppo dei giochi, Nomura ha spesso lasciato alcuni eventi e connessioni tra i personaggi inspiegabili fino alla pubblicazione di giochi futuri. Nomura ha fatto questo perché sente che i giochi devono dare spazio a speculazioni dei fan e far loro usare l'immaginazione avendo egli dichiarato che con la speculazione, anche se un gioco può diventare vecchio, la gente può ancora essere felice con esso.

## Personaggi principali

### Sora
Sora è l'eroe quindicenne del gioco (quattordicenne in Kingdom Hearts) che grazie al Keyblade, un'arma mistica, parte con Paperino e Pippo per ritrovare Riku, Kairi (per la quale prova un particolare affetto) ed il Re e per salvare i mondi dall'Oscurità incombente. La forte amicizia e il coraggio saranno le sue carte vincenti. Ha un Nessuno, Roxas, generato quando divenne temporaneamente un Heartless in Kingdom Hearts.

### Kairi
La migliore amica di Sora e Riku. Personaggio di rilievo in quanto una delle sette Principesse del cuore, le uniche persone che possono aprire l'ultima serratura verso Kingdom Hearts diventando quindi preda di Malefica e, successivamente, dell'Organizzazione XIII. Sembra aver sempre ricambiato i sentimenti di Sora.

### Riku
Oltre che migliore amico, è anche il rivale di Sora. Non ha paura dell'Oscurità e, ingannato dalla malvagia strega Malefica, è stato indotto a considerare come nemici i nuovi compagni di viaggio di Sora ed in seguito posseduto dallo spettro di Ansem, studioso dell'Oscurità, dalle grinfie del quale riuscirà a liberarsi grazie al sostegno del Re. Pur avendo la forte Oscurità di Ansem che gli aleggia nel cuore, imparerà a controllarla, riscattandosi e dando un prezioso aiuto ai suoi amici ed alleati nella lotta contro l'Organizzazione XIII.

### Paperino
Paperino è il mago di corte del Castello Disney, molto abile con le magie, ha un carattere irascibile e spesso impaziente e cocciuto, ma in fondo ha un cuore d'oro.
Una mattina, entrando nella sala del trono per augurare il buongiorno a re Topolino, la trova vuota, con all'interno solo Pluto pronto per recapitargli una lettera proprio del Re in cui questi gli dice di recarsi alla Città di mezzo e di parlare con un uomo di nome Leon, per poi andare alla ricerca di una "chiave". Giunto nella Città insieme a Pippo, incontra Sora, con il quale instaura un'alleanza alla ricerca di Riku, Kairi e del Re. Anche nel gioco, Paperino è fidanzato con Paperina.
Litiga più volte con Sora e, quando vede che il Keyblade è andato nelle mani di Riku, lo segue abbandonando a malincuore Sora, salvo poi redimersi poco dopo aiutandolo contro il nemico.
Usa in base le stesse magie di Sora. Nel secondo capitolo gli permette di effettuare la Fusione Giudizio e, assieme al secondo compagno, di usare la Triade e la Finale.
Doppiato da:  Kōichi Yamadera,  Tony Anselmo

### Pippo
Pippo è il capitano dei Cavalieri Reali del Castello Disney, evita sempre la lotta se è possibile ed è estremamente ottimista. Anche se all'apparenza può sembrare tonto, in realtà nota cose importanti che altri sottovalutano.
Quando Paperino gli comunica la scomparsa del Re non si preoccupa molto ma lo segue alla Città di mezzo, dove incontrerà Sora e stringerà con lui un'alleanza alla ricerca di re Topolino, Riku e Kairi. Seguendo gli ordini, abbandona Sora alla Fortezza Oscura quando la Catena regale va da Riku, ma è il primo a proteggere Sora poco dopo.
Usa in modo eccelso lo scudo che porta sempre con sé, sia in fase difensiva che offensiva. Nel secondo capitolo permette a Sora di attivare la Fusione Valore e, assieme al secondo compagno, di usare la Triade e la Finale.
Doppiato da:  Yū Shimaka,  Bill Farmer

### Re Topolino
Re Topolino in questa storia veste i panni di sovrano del Castello Disney e, in quanto Maestro del Keyblade, di garante dell'ordine e della pace tra i mondi. È il custode di due Keyblade: il Cercastelle (スターシーカー?, Sutā Shīkā), usato prevalentemente durante il suo apprendistato, e la Catena regale D (キングダムチェーン ダークサイド?, Kingudamu Chēn Dākusaido, lett. "Kingdom Chain Darkside"). Può comunque scegliere di evocare l'una o l'altra chiave.
In Birth by Sleep riesce a convincere Yen Sid, che ha da tempo rinunciato al suo titolo di Maestro del Keyblade, a prenderlo come suo allievo, ma a un certo punto sottrae al suo maestro un Frammento di stella che permette al suo possessore di viaggiare per i mondi, e comincia a spostarsi tra un mondo e l'altro sconfiggendo i Nesciens, incontrando più volte Terra, Ven e Aqua. Al Cimitero dei Keyblade salva Ven dall'aggressione di Vanitas, mentre al Giardino radioso aiuta Aqua a difendere una giovanissima Kairi da un'orda di Nesciens attirati dalla grande Luce emanata dal cuore della bambina. Tornato al Cimitero viene sfidato da Vanitas e perde, ma è salvato da Ventus; viene quindi scagliato dal Frammento di stella nello spazio tra i mondi per venire recuperato da Aqua, che lo riporta da Yen Sid. Rinvenuto, Topolino raggiunge Terra, Ven e Aqua al Cimitero dei Keyblade e dopo aver trovato Aqua, dapprima priva di sensi, affronta con lei Vanitas, che si è unito a Ventus. Nella battaglia, Topolino viene spazzato via ma Aqua riesce a vincere. Scagliato poi nello spazio fra i mondi dall'esplosione del χ-blade, Topolino recupera e riporta Aqua e Ven, che ha perduto il suo cuore, alla Torre misteriosa. Tuttavia Topolino non riesce ad impedire che Aqua, tornata al Giardino radioso per cercare Terra, rimanga prigioniera nel Regno dell'Oscurità.
All'inizio di Kingdom Hearts abbandona il Castello per cercare di scoprire l'origine di questo pericolo e i reali intenti degli Heartless; prima di partire lascia una lettera in cui chiede ai suoi più fidati collaboratori, il mago Paperino e il cavaliere Pippo, di trovare e proteggere "colui che ha la chiave", ovvero Sora, il nuovo detentore del Keyblade.
Doppiato da:  Takashi Aoyagi (fino a 0.2 Birth by Sleep),  Takanori Hoshino (da Kingdom Hearts III),  Wayne Allwine (fino a 358/2 Days),  Bret Iwan (da Birth by Sleep)

### Roxas
Roxas (ロクサス?, Rokusasu) è il Nessuno di Sora ed il suo titolo all'interno dell'Organizzazione è la "Chiave del destino" (めぐりあう鍵?, Meguriau Kagi, lett. "la Chiave fortuita"). È il tredicesimo membro dell'Organizzazione XIII.
Prima del rilascio di Kingdom Hearts II, screenshot e video mostravano Roxas senza il completo dell'Organizzazione, con una felpa nera sotto una giacca bianca, e dei pantaloni neri e grigi. Roxas controlla i Nessuno Samurai (サムライ?) e inizialmente usava la Catena regale (キングダムチェーン?, Kingudamu Chēn) in battaglia. Essendo un Nessuno e in particolar modo di un custode del Keyblade, Roxas ha l'innata capacità di manipolare dapprima la Luce e poi (in seguito alla distruzione di Xion ed al recupero dei suoi poteri da lei assorbiti) anche l'Oscurità, elementi che utilizza in battaglia con una grande maestria e grazie ai quali può scatenare sull'avversario devastanti e fulminee combo potenziate proprio dall'utilizzo di questi elementi, e potenti attacchi magici a base dei suddetti (seppur prediligendo quelli a base di Luce). Può anche evocare una sorta di barriera composta da dei fasci di Luce, che in condizioni critiche utilizza anche per potenziare ulteriormente la sua offensiva. Alla fine degli eventi di 358/2 Days, Roxas diventa capace di usare due Keyblade, Portafortuna e Lontano ricordo (二刀流?, Nitōryū, "a due spade"/"spada doppia"), che simboleggiano sia il proprio legame con la Luce e l'Oscurità (essendo una creatura che sta nel mezzo) e sia il legame di Sora con Riku e Kairi. La storia di Roxas come membro dell'Organizzazione e la sua entrata in questa viene mostrata in 358/2 Days. Roxas appare per la prima volta in "Another side, Another story...", il finale segreto di Kingdom Hearts, ed è menzionato da in alcuni commenti fatti dagli altri membri dell'Organizzazione in Chain of Memories. È inoltre da rimarcare che la sua abilità e la conoscenza delle arti sia con i Keyblade che quelle magiche è tale da riuscire facilmente ad eguagliare quella della Fusione Finale di Sora.
Doppiato da:  Kōki Uchiyama,  Jesse McCartney

### Aqua
Aqua (アクア?, Akua) è uno dei tre custodi del Keyblade protagonisti di Birth by Sleep; è una ragazza il cui nome è collegato a quello di Kairi. Ha occhi e capelli blu, combatte col Keyblade Nubifragio (レインフォール?, Reinfōru, "Rainfall") ed è la più abile nell'uso della magia del trio. La sua armatura e la versione evoluta del suo Keyblade, chiamata Diluvio (レインストーム?, Reinsutōmu, "Rainstorm"), sono visti per la prima volta in un filmato di Kingdom Hearts II Final Mix: questi due oggetti sono nascosti in un'area segreta della Fortezza Oscura situata presso gli alloggi sotterranei degli ex apprendisti di Ansem, la Stanza del riposo, e "ricevendo visite" da Xemnas. In seguito, Aqua inizia ad usare il Tutore del Maestro.
Per poter salvare il suo amico Terra, ha deciso di rimanere intrappolata nel Regno dell'Oscurità, nel quale si scontra per la prima volta con gli Heartless.
Il sito giapponese di Birth by Sleep si riferisce a lei chiamandola anche l'Acqua danzante che crea legami (絆繋ぐ舞水?, Kizuna Tsunagu Busui)
Doppiata da:  Megumi Toyoguchi,  Willa Holland

### Ventus
Ventus (ヴェントゥス?, Ventusu), detto anche Ven (ヴェン?), è il secondo eroe protagonista di Birth by Sleep, di aspetto quasi identico a Roxas ed è il più veloce e agile del trio. Ha uno stile di lotta unico poiché impugna il suo Keyblade, l'Evocavento (フレッシュブリーズ?, Furesshu Burīzu, "Fresh Breeze"), al contrario.
Scappato dalla Terra di partenza per aiutare Terra, scopre durante il suo viaggio che il maestro Xehanort, in passato, estrasse l'Oscurità nel suo cuore creando Vanitas con lo scopo di creare il χ-blade. Alla fine degli avvenimenti di Birth by Sleep, Ventus cade in un profondo sonno avendo perso il suo cuore che, nel suo vagare, incontra Sora e va a riposare all'interno del cuore del ragazzo. Tale fatto è il motivo per cui Sora è divenuto un detentore del Keyblade nonché la causa dell'aspetto di Roxas. Attualmente il suo corpo riposa in una stanza segreta della Terra di partenza (trasformata nel Castello dell'Oblio da Aqua): la Stanza del risveglio, che nessuno tranne Aqua può trovare, fin quando poi, in Kingdom Hearts III, viene salvato da Aqua e Sora. In seguito prende parte al conflitto contro Xehanort assieme alle altre sei Luci. Alla Torre misteriosa, prima dello scontro finale tra Luci ed Oscurità, Ventus dimostra di ricordarsi ancora di Lea, lasciandolo allegramente sorpreso e scambiando con lui qualche parola.
Il sito giapponese di Birth by Sleep si riferisce a lui chiamandolo anche il Rapido vento che ritorna ai legami (絆巡る疾風?, Kizuna Meguru Shippū)
Doppiato da:  Kōki Uchiyama,  Jesse McCartney

### Terra
Terra (テラ?, Tera) è il più anziano del trio dei protagonisti di Birth by Sleep e il suo nome è collegato a Riku. Usa un massiccio Keyblade chiamato Scuotiterra (アースシェイカー?, Āsusheikā), che poi evolverà nel Geoflagello (ガイアベイン?, Gaia Bein, "Gaia Bane"). Nel trio primeggia per forza e prestanza fisica. Viaggiando per i mondi, incontrò e scelse Riku come suo successore, donando al bambino, quando il momento sarebbe arrivato, la capacità di evocare un Keyblade.
Alla fine di Birth by Sleep, il maestro Xehanort prese possesso del suo corpo impiantando il suo cuore nel corpo del ragazzo, creando un nuovo Xehanort: Terra cercò di proteggersi con la sua armatura ma il tentativo fu futile. Tuttavia i suoi pensieri e le forti emozioni trovarono però posto nell'armatura lasciata a terra dando vita alla sua Volontà residua (留まりし思念?, Tamarishi shinen, lett. "pensieri residui"), che sconfisse il nuovo Xehanort provocandogli una parziale amnesia. In seguito alla distruzione del χ-blade, Xehanort finì trasportato al Giardino radioso mentre la Volontà residua di Terra rimase lì. Un semi-amnesico Terra-Xehanort al Giardino radioso quindi cercò di estorcere informazioni ad Aqua cercando di strangolarla dopo che ella l'aveva scambiato per il suo amico, iniziando un conflitto dove evocò per la prima volta l'Heartless Guardiano (lo stesso Heartless che Ansem, studioso dell'Oscurità usa in combattimento). Durante il combattimento, Terra riuscì a riprendere abbastanza controllo da resistere il cuore di Xehanort, il quale si infilzò col proprio Keyblade finendo solo per rinchiudere del tutto le sue memorie e precipitare in un portale per il Regno dell'Oscurità. Col sacrificio di Aqua, Xehanort viene riportato al Giardino radioso dove in seguito viene trovato da Ansem il Saggio e da lui fatto un suo allievo.
Il sito giapponese di Birth by Sleep si riferisce a lui chiamandolo anche la Vasta terra che protegge i legami (絆守る大地?, Kizuna Mamoru Daichi)
Doppiato da:  Ryōtarō Okiayu,  Jason Dohring

## Personaggi secondari

### Grillo Parlante
Il Grillo Parlante svolge un ruolo marginale nella serie; appare sin dall'inizio del primo capitolo dove è incaricato dalla regina Minni di seguire Paperino e Pippo e di annotare tutte le loro avventure nel suo diario speciale: il Grillario.

### Ansem il Saggio
Ansem il Saggio (賢者アンセム?, Kenja Ansemu) è un personaggio originale creato per la serie. Appare per la prima volta nei panni del misterioso DiZ (ディズ?, Dizu), acronimo di "Darkness in Zero", nella modalità "Reverse/Rebirth" di Chain of Memories aiutando Riku nel suo percorso ma la sua vera identità viene rivelata poi in Kingdom Hearts II.
Ansem il Saggio era un rispettato saggio e sovrano del Giardino radioso. Come ricercatore, Ansem aveva studiato il cuore e aveva approfondito i molti segreti dei mondi. Lui e il suo apprendista Xehanort credevano che l'Oscurità potesse diffondersi nel cuore e prenderne il controllo. Dopo aver incontrato Re Topolino e aver imparato che la sua ricerca poteva essere collegata con una crisi che stava accadendo in altri mondi, Ansem aveva cessato gli esperimenti. In seguito aveva scoperto che alla sua relazione sugli esperimenti erano state aggiunte nuove annotazioni da Xehanort a nome suo. Gli apprendisti di Ansem poi lo avevano tradito e bandito in un mondo di mezzo prima di finire eventualmente nel Regno dell'Oscurità.
Prendendo il nome di DiZ, Ansem guida quindi Riku attraverso i suoi incontri nel Castello dell'Oblio durante gli eventi di Chain of Memories. Poco dopo che Riku lo raggiunge nella sua campagna, DiZ convince Naminé a spostare Sora, Paperino e Pippo a Crepuscopoli per sicurezza mentre recuperano i loro ricordi perduti, procedura che DiZ sovrintende durante 358/2 Days. Quando il processo di ripristino si blocca, DiZ ordina a Riku di indagare (il ragazzo scoprirà poi l'esistenza di Xion) ed in seguito, per velocizzare il processo, di catturare Roxas per metterlo dentro una Crepuscopoli virtuale.
Doppiato da:  Genzō Wakayama,  Christopher Lee (Kingdom Hearts II e 358/2 Days),  Corey Burton (Re:Chain of Memories, da Birth by Sleep in poi)

### Naminé
Naminé (ナミネ?, Namine) è un personaggio originale creato per la serie. È il Nessuno di Kairi, creato quando Sora ha liberato il cuore di Kairi in Kingdom Hearts, nei pochi attimi che ritornasse nel suo corpo. Ha la possibilità di modificare o cancellare i ricordi di Sora e di quelli vicini a lui riorganizzando e creando nuovi legami tra loro, per cui viene indicata come una strega. Il suo nome si rifà a quello di Kairi poiché contiene la parola giapponese per "onda" (波?, nami) e può essere interpretato in due modi: "il suono delle onde", poiché il kanji che sta per la parola "suono" (音?) si legge anche "ne"; o "nato dalle onde", dall'unione del giapponese "nami" al francese "né", passato del verbo "naître" ("nascere").
Naminé appare per la prima volta in Chain of Memories, dove altera i ricordi di Sora secondo gli ordini dell'Organizzazione XIII facendogli credere che lei fosse una sua cara amica delle Isole del destino. Viene poi liberata da Axel e rivela la verità a Sora. Dopo la sconfitta di Marluxia, Naminé mette Sora, Paperino e Pippo a dormire per un anno al fine di ripristinare i loro ricordi al loro stato originale. Sempre in Chain of Memories, Naminé salva Riku da Zexion insegnandogli a non temere l'Oscurità. In Kingdom Hearts II, Naminé visita Roxas nella Crepuscopoli virtuale per aiutarlo a scoprire la sua vera identità. Raggiunto lo scopo di ristorare i ricordi di Sora, Riku affida Naminé ad Axel (ora un disertore) dopo che DiZ gli dà l'ordine di distruggerla. Mentre Kairi è intrappolata nella prigione dell'Organizzazione, Naminé appare e l'aiuta a fuggire portandola da Riku.
Doppiata da:  Iku Nakahara,  Brittany Snow (Kingdom Hearts II),  Meaghan Jette Martin (da Kingdom Hearts II Final Mix)

### Lea
Lea (リア?, Ria) è un giovane, amico di Ventus, ed apparso per la prima volta in Birth by Sleep come un ragazzino con l'obiettivo di essere ricordato dalla gente che incontra. Le sue armi caratteristiche sono un paio di chakram chiamati Fuoco eterno (エターナルフレイム?, Etānaru Fureimu), in seguito tuttavia riesce ad evocare il proprio Keyblade, il Legame di fiamme (ボンドオブブレイズ?, Bondo obu bureizu, "Bond of Blaze").
In Birth by Sleep, dopo aver incontrato Ventus, Lea rivela di avere "grandi piani" in mente: assieme al suo miglior amico Isa architettò infatti un piano per entrare nel castello di Ansem il Saggio, realizzato per investigare dei "pianti misteriosi" che una volta sentirono provenire dall'interno della struttura. I due riuscirono ad infiltrarsi ed arrivare fino ai dormitori incontrando così una ragazzina, tale "Soggetto X", con la quale strinsero amicizia pianificando di liberarla; per farlo, Lea ed Isa divennero così apprendisti di Ansem il Saggio, rimanendo quindi coinvolti nell'incidente provocato da Terra-Xehanort: nacque così Axel (アクセル?, Akuseru), il suo Nessuno, noto poi nell'Organizzazione XIII come il "Soffio di fiamme danzanti" (おどる火の風?, Odoru Hi no Kaze). Adatto a eliminare i traditori, Axel aveva controllo sui Nessuno Sicario (アサシン?, Asashin, "Assassin") e aveva acquisito poteri legati al fuoco. Durante gli eventi di 358/2 Days viene incaricato di assistere Roxas, del quale diventa amico poiché la sua compagnia provoca in lui l'insorggere di veri sentimenti. Per un certo periodo, come mostrato in Chain of Memories, Axel ha prestato servizio al Castello dell'Oblio. Ivi ha finto di prendere parte con Larxene e Marluxia al piano per ribaltare ed ottenere il controllo dell'Organizzazione, uccidendo Vexen quando Marluxia glielo ordina per dimostrarsi leale. Egli dopo fa deragliare il piano liberando Naminé, così che lei possa incontrarsi con Sora e dirgli la verità sui suoi ricordi manipolati. Axel così si confronta con Marluxia, che si prepara a distruggerlo, ma quando Sora irrompe improvvisamente durante il duello, Marluxia scompare portando via Naminè lasciando a Sora il compito di sconfiggere Axel. Dopo essere stato sconfitto, Axel consegna una carta a Sora e scompare, ammettendo di non essersi impegnato nel duello con tutte le sue forze. Più tardi, dopo la morte di Marluxia, Axel aiuta la replica di Riku ad assorbire il potere di Zexion. Dopo aver quindi debellato la ribellione, Axel torna al Mondo che non esiste e strige amicizia con Xion, quattordicesimo membro dell'Organizzazione. Quando Roxas scopre che Xion è una copia imperfetta di Sora, creata da Xemnas grazie al progetto replica di Vexen, il ragazzo lascia l'Organizzazione e Axel, preoccupandosi per lui, cerca di convincerlo a restare temendo per quello che Xemnas e gli altri membri potrebbero fargli.
In Kingdom Hearts II, Axel viene incaricato di recuperare Roxas dalla Crepuscopoli virtuale di DiZ ricevendo l'ordine di riportarlo indietro o farlo fuori.
Nomura ha disegnato Axel con una base simile a Reno da Final Fantasy VII poiché voleva vedere come sarebbe stato portare un personaggio simile a lui in un altro ruolo e universo.
Doppiato da:  Keiji Fujiwara,  Quinton Flynn 

### Xion
Xion (シオン?, Shion) è un nuovo membro introdotto in 358/2 Days. Xion viene vista per la prima volta nei trailer e nelle anteprime del gioco. Inizialmente si pensò che si trattasse di Naminé, ma Nomura ha negato una connessione fra le due. Il suo nome è il suo codice di designazione iniziale, "No. {\displaystyle i}", al rovescio e con l'aggiunta di una "x", e si allinea coi nomi a tema marino di Kairi e Naminé poiché deriva dalla parola "marea" (潮?, shio); inoltre è omofono in giapponese dell'astro di Tatarinow (紫苑?, shion), un fiore che nell'hanakotoba (il linguaggio dei fiori giapponese) vuol dire "Non ti dimenticherò".
Xion è un'imperfetta copia di Sora creata da Vexen su ordine di Xemnas nel caso Roxas non sarebbe più stato parte dei piani dell'Organizzazione, generata dalle memorie di Sora rubategli nel periodo passato dal ragazzo nel Castello dell'Oblio. Era parte di una serie di repliche (di cui lei, come da sopracitata matricola, è la numero "{\displaystyle i}" - a indicare che lei non sia un vero Nessuno) provenienti dal Progetto Replica di Vexen, dal quale proviene anche la Copia di Riku. Il volto di Xion viene visto in modo diverso dalle persone, a causa dei ricordi che possiede su Sora. Il suo "aspetto", che ottiene dopo aver assorbito parte dei ricordi di Sora da Roxas, è una versione incompleta di quello di Kairi a causa dei danni subiti dai ricordi di Sora nel Castello dell'Oblio. Questo aspetto sarà quello che vedranno Roxas, Riku e Axel (quest'ultimo dopo essere tornato proprio dal castello dell'Oblio, influenzato dall'aver conosciuto Naminé). Saïx la vede semplicemente come un fantoccio, Xigbar la vede invece come uno degli altri prescelti del Keyblade, Ventus, mentre Xemnas la vede come Sora. Una volta completa sarebbe dovuta diventare identica a Sora.
Come Sora e Roxas, Xion può usare il Keyblade e ciò la porterà a confrontarsi con Riku. Come detto però dallo stesso Riku, il suo Keyblade è una mera imitazione, un "falso". Durante il suo periodo all'interno dell'Organizzazione, Xion diventa amica di Roxas e Axel, ma si domanda del motivo della sua esistenza e come mai dimostri di avere tratti sempre più simili a quelli di Sora, mentre Naminé cerca di riassemblare i ricordi di quest'ultimo. Dopo aver scoperto le sue origini grazie a Riku, Xion decide di tornare al suo io originale e lascia l'Organizzazione.
Doppiata da:  Risa Uchida,  Alyson Stoner (358/2 Days e Kingdom Hearts III),  Hayden Panettiere (Birth by Sleep e Dream Drop Distance)

### Maestro Eraqus
Il maestro Eraqus (マスター・エラクゥス?, Masutā Erakwusu) è il maestro di Terra, Aqua e Ven. Il suo Keyblade, il Tutore del Maestro (マスターキーパー?, Masutā Kīpā, "Master Keeper"), possiede i denti a forma di "E". Il suo nome è l'anagramma di "Square" (come quello di Yen Sid è "Disney" al contrario) ed unione dei nomi dei suoi tre allievi. In passato Eraqus imparò ad adoperare il Keyblade da un maestro sconosciuto insieme a un giovane Xehanort. In seguito, dopo una lite con Xehanort riguardo al fatto che quest'ultimo era intenzionato a creare il χ-blade mettendo così in pericolo tutti i mondi per pura curiosità personale, quest'ultimo gli lasciò due cicatrici in faccia grazie a due dardi di Oscurità, una sopra l'occhio destro e l'altra sulla guancia sinistra. Nonostante questo, Eraqus accettò volentieri di prendere Ventus, allora senza ricordi e terribilmente fragile, sotto la sua protezione, pur non sapendo di stare facendo il gioco di Xehanort.
Eraqus è affezionato ai suoi allievi, che considera i suoi stessi figli. Tuttavia prende sul serio il compito di proteggere i mondi cosicché, dopo che un Ventus sconvolto gli rivelò della sua non voluta capacità di creare il χ-blade, l'arma che causò la Guerra dei Keyblade, decise di colpire a morte Ventus. Fortunatamente Terra, informato dal maestro Xehanort dell'attentato alla vita di Ventus, parò il colpo. Sia arrabbiato dal rifiuto di Terra di farsi da parte che terribilmente triste di dover eliminare due dei suoi allievi (versa infatti una lacrima) attaccò. Non ascoltando le suppliche di Ventus di non continuare il conflitto, Terra aprì un varco per le Isole del destino, buttandoci dentro Ven così da metterlo al sicuro mentre arginava la rabbia del loro maestro, combattendolo e risultando vincitore ma ferendolo gravemente. Pentito di ciò che aveva fatto alla sua figura paterna, Terra supplicò Eraqus di perdonarlo, ma anche lo stesso Eraqus chiese perdono asserendo che non avrebbe mai dovuto alzare il Keyblade contro i suoi allievi. Prima che i due potessero appianare le loro divergenze, Xehanort colpì Eraqus a tradimento alle spalle con un dardo di Oscurità, facendo così sparire il suo vecchio compagno di addestramento in una luce evanescente.
Doppiato da:  Makio Inoue,  Mark Hamill

### Dilan
Dilan (ディラン?, Diran) è uno degli apprendisti di Ansem il Saggio e la persona originale di Xaldin. A differenza del suo Nessuno, è un personaggio positivo e (proprio come Aeleus e Lexaeus) parla molto di rado. In Birth by Sleep, quando vede Ventus rincorrere un Nesciens apparso davanti alle porte dei laboratori di Ansem, inizia a seguirlo con Aeleus per dargli man forte salvo poi essere subito fermati da Even, il quale ricorda loro di avere il compito di sorvegliare il castello. A seguito della distruzione del suo Heartless e di Xaldin, Dilan si riforma al Giardino radioso.
Doppiato da:  Yosuke Akimoto,  David Dayan Fisher

### Even
Even (エヴェン?) è uno degli apprendisti di Ansem il Saggio e la persona originale di Vexen. A differenza del suo Nessuno, egli è un personaggio buono e gentile che si prende cura della salute e dell'istruzione del giovane Ienzo. In Birth by Sleep ferma subito Aeleus e Dilan quando vede i due iniziare a seguire Ventus per aiutarlo per dargli man forte, ricordando loro di avere il compito di sorvegliare il castello e dicendo (a ragione) che non avrebbero dovuto preoccuparsi per il ragazzo. Inoltre, subito dopo, Even dimostra di conoscere molto bene la natura del cuore percependo il cuore senza oscurità di Ventus, intuendo che questa fosse stata come "strappata via" e definendo la cosa "discutibile". Dopo la sconfitta di Vexen e del suo Heartless, Even si riforma al Giardino radioso ma, una volta ripresa conoscenza, decide di tornare un Nessuno per unirsi alle file di Xehanort: in realtà, Even/Vexen vuole solo sfruttare la cosa per fare ammenda dei suoi errori.
Doppiato da:  Nachi Nozawa,  Derek Stephen Prince

### Aeleus
Aeleus (エレウス?, Ereusu) è uno degli apprendisti di Ansem il Saggio nonché persona originale di Lexaeus. Come il suo Nessuno raramente parla ma, a differenza sua, è un personaggio positivo. In Birth by Sleep, quando vede Ventus rincorrere un Nesciens apparso davanti alle porte dei laboratori di Ansem, inizia a seguirlo con Dilan per dargli man forte salvo poi essere subito fermati da Even, il quale ricorda loro di avere il compito di sorvegliare il castello. A seguito della distruzione del suo Heartless e di Lexaeus, Aeleus si riforma al Giardino radioso.
Doppiato da:  Fumihiko Tachiki,  Dave Boat

### Ienzo
Ienzo (イェンツォ?, Ientso) , è la persona originale di Zexion ed il più giovane degli apprendisti di Ansem il Saggio, colui che è riuscito a convincerlo a costruire i laboratori sotterranei nel castello. In seguito alla distruzione di Zexion e del suo Heartless, Ienzo si riforma in Dream Drop Distance al Giardino radioso, aiutando poi in Kingdom Hearts III, Sora e gli altri con la decodificazione dei dati inseriti da Ansem il Saggio nel cuore di Sora.
Doppiato da:  Akira Ishida,  Vincent Corazza

### Ephemer
Amico di Skuld e del giocatore, Ephemer (エフェメラ?, Efemera) è uno dei Denti di leone ed il primo dei cinque capi unione scelti da Ava. Ragazzo sveglio, scopre da sé che i mondi che i custodi del Keyblade visitavano su ordine dei Veggenti erano ologrammi del futuro generati dal Libro delle profezie. Strige velocemente amicizia col giocatore, investigando con lui sulla "fine del mondo" ma, proseguendo le ricerche da solo, scompare; inizia quindi a comunicare col giocatore e Skuld, sua compagna di Unione, mediante i sogni. Dopo la Guerra dei Keyblade, recupera il giocatore assieme a Skuld per portarlo nel mondo parallelo dove sono andati i Denti di leone. Dopo essere stato scelto come capo unione, seguendo Brain, ha iniziato ad investigare assieme agli altri sulla precarietà del loro mondo nonché nel ruolo dell'Oscurità nell'assassinio di Strelitzia.
Doppiato da:  Yūto Uemura,  Michael Johnston

### Skuld
Skuld (スクルド?, Sukurudo) è un'amica di Ephemer e del giocatore, membro dei Denti di leone nonché uno dei cinque capi unione scelti da Ava. Avvisata da Ehpemer in sogno sulla "fine del mondo" dopo che questi è scomparso, rintraccia il giocatore per scoprire che fine abbia fatto; in seguito accetta l'invito di Ava di entrare nei Denti di leone, viaggiando per "un altro mondo" prima della Guerra dei Keyblade, e recuperando il giocatore dopo la fine della Guerra assieme ad Ephemer per portarlo con loro. Dopo essere stata scelta come capo unione, seguendo Brain, ha iniziato ad investigare assieme agli altri sulla precarietà del loro mondo nonché nel ruolo dell'Oscurità nell'assassinio di Strelitzia.

### Lauriam
Lauriam (ラーリアム?, Rāriamu) è uno dei cinque capi unione scelti da Ava e membro dei Denti di leone. È alla disperata ricerca della sorella scomparsa Strelitzia, scoprendo in seguito che è stata uccisa. Assomiglia molto a Marluxia, con cui condivide anche le lettere che ne compongono il nome.

### Brain
Brain (ブレイン?, Burein) è un misterioso quanto arguto membro dei Denti di leone ed uno dei cinque capi unione scelti da Ava, che solitamente cela il proprio sguardo con la falda del cappello; è un ragazzino stoico ed osservatore ma leale, capace di carpire imprecisioni e dettagli degli elementi che ha attorno così come di intavolare discussioni complesse ed elaborare piani d'azione. Ha ricevuto da Ava la copia del Libro delle profezie e leggendolo ha intuito che nonostante gli sforzi di Ava, il mondo sarebbe stato nuovamente in pericolo e si definisce come il "virus" che salverà il mondo cambiando la sua "programmazione". Sempre grazie al Libro scopre che originariamente non avrebbe dovuto riceverlo lui bensì Strelitzia, la sorella scomparsa di Lauriam, coordinando gli altri per capire i motivi dietro questo scambio e la scomparsa della ragazza. Dopo che i cinque si sono riuniti, venendo raggiunti da un essere oscuro, Brain confronta questa entità dialogando con essa, rivelando in questa occasione di essere stato il custode del Tutore del Maestro, il Keyblade che riceverà secoli dopo Eraqus.

### Strelitzia
Strelitzia (ストレリチア?, Sutorerichia) è la sorella scomparsa di Lauriam che sarebbe dovuta essere uno dei nuovi capi delle Unioni scelti da Ava. Si sa di lei che era una ragazza dolce e gentile per quanto insicura, che avesse un profondo rispetto per il giocatore (si è ritrovata ad assistere ad alcune sue imprese) e che avesse un potenziale con la magia straordinario. In origine era lei che avrebbe dovuto ricevere il Libro delle profezie. Ripensando che il giocatore non fosse un Dente di leone, corse alla sua ricerca, venendo però uccisa da Ventus, in quel momento posseduto da un essere oscuro.

### Elrena
Elrena (エルレナ?, Erurena) è la migliore amica di Strelitzia ed una custode del Keyblade. Assomiglia molto a Larxene, con cui condivide anche le lettere che ne compongono il nome. Portata anche lei nel mondo digitale senza i ricordi della Guerra dei Keyblade, viene rintracciata da Lauriam per cercare tracce di Strelitzia: ignara della sua scomparsa e preoccupata, inizia a cercarla per conto suo, incappando in un ologramma della morente Strelitzia proprio nel luogo in cui è stata uccisa.

## Antagonisti

### Maestro Xehanort
Il maestro Xehanort (マスター・ゼアノート?, Masutā Zeanōto) è il principale antagonista della "saga di Xehanort" (in inglese la "Dark Seeker Saga"), introdotto in Birth by Sleep. È capace di usare potenti magie oltre ad avere una straordinaria forza fisica nonostante l'avanzata età, tale da riuscire a tener agilmente testa a Terra o schivare un rapidissimo attacco alle spalle di Ven. La sua conoscenza gli permette anche di poter evocare Kingdom Hearts. Il suo Keyblade, l'Innominata (ノーネーム?, Nō Nēmu), è quello che un tempo fu il Keyblade del Maestro dei Maestri, la chiave più antica conosciuta (dopo il χ-blade) e riconoscibile dalla caratteristica testa di capra appena sopra la guardia. Di fatto, direttamente o meno, egli è la causa di tutti gli avvenimenti negativi della saga, dalla creazione degli Heartless Emblema e la conseguente nascita dei Nessuno, all'istigazione di Malefica nel suo piano di conquista dei vari mondi. In seguito insinuerà il suo cuore nel corpo del giovane Terra.

#### Terra-Xehanort
Alla fine degli eventi di Birth by Sleep, il maestro Xehanort inserisce il suo cuore nel corpo di Terra formando un nuovo Xehanort, chiamato "Terra-Xehanort" per distinguerli. Dopo aver perso la memoria, diviene apprendista di Ansem il Saggio, in seguito tradendo il suo mentore e sacrificando il proprio corpo all'Oscurità dando vita a Xemnas, il suo Nessuno e capo dell'Organizzazione XIII, e ad Ansem, studioso dell'Oscurità, il suo Heartless. Viene chiarita la sua storia nel secondo capitolo.

#### Ansem, studioso dell'Oscurità
L'Heartless di Xehanort e controparte di Xemnas, che ha preso il nome di "Ansem" come già fatto da Xehanort e continuato la ricerca del Kingdom Hearts. È il vero antagonista principale del primo capitolo, riapparendo poi anche nei capitoli successivi. È molto ambizioso e farebbe di tutto pur di ottenere il potere; è molto oscuro e malevolo e sembra anche che abbia delle caratteristiche da visionario. Non esita a manipolare i suoi alleati come Riku o Malefica per portare a termine i suoi progetti. Inizialmente il corpo sembrerebbe basso, gobbo e deforme, coperto da una lunghissima tunica marrone con il cappuccio e lunghissime maniche. Avendo viaggiato nel tempo, Ansem è stato costretto ad abbandonare il proprio corpo, riducendosi all'essere descritto prima: esso infatti non è altro che ciò che resta del cuore dell'ex Xehanort apprendista prima di acquisire un nuovo corpo unendosi a quello di Riku, attraverso il quale la pelle abbronzata ed occhi gialli.

### Malefica
Malefica è una dei principali antagonisti della saga. I suoi poteri sono davvero molto grandi, anche se non eguagliano quelli di Ansem, studioso dell'Oscurità, da cui prende ordini. Con il suo operato ha lasciato un'impronta tutt'altro che marginale nel corso della storia.
Esercita un buon controllo sull'Oscurità presente nei cuori delle persone e, se questa Oscurità è presente in quantità considerevole, risulta anche capace di controllarle. È inoltre una persona estremamente macchinosa e ingannatrice, che sa volgere le situazioni a proprio vantaggio ma che, alle volte, non si rende conto di essere a sua volta manipolata. In Birth by Sleep, dove vengono rivisitate sotto un altro profilo le vicende de La bella addormentata nel bosco, dopo aver fatto pungere Aurora dall'arcolaio, Malefica incontra Terra, riuscendo a manipolarlo per farsi consegnare dal ragazzo il cuore della Principessa. Nella stessa occasione viene a conoscenza del grande potere dei Keyblade e comincia a maturare il suo piano per riunire tutte e sette le Principesse del cuore. Ritiratasi nel suo castello viene raggiunta da Ven, che recupera il cuore di Aurora e da cui viene sconfitta dopo aver tentato di convincere il ragazzino del fatto che il suo amico Terra si fosse ormai votato all'oscurità.
Dieci anni dopo, in Kingdom Hearts, Malefica, divenuta capace di controllare gli Heartless, ha formato un'alleanza con vari cattivi Disney a cui ha promesso il controllo dei rispettivi mondi in cambio del loro aiuto per recuperare le Principesse del cuore con cui aprire le porte del Kingdom Hearts. In realtà la strega non è altro che una pedina nelle mani del suo alleato Ansem, che si serve di lei per evitare di doversi esporre in prima persona.
Doppiata da:  Toshiko Sawada,  Susan Blakeslee

### Pietro Gambadilegno
Pietro Gambadilegno è il braccio destro di Malefica e rivale di Re Topolino. Appare per la prima volta in Birth by Sleep nella Città Disney, dove è in corso il Festival dei sogni: volendo aggiudicarsi il Premio Millesogni come cittadino più esemplare, e sapendo che nessuno avrebbe votato per un attaccabrighe come lui, assume inizialmente l'identità di Capitan Oscurità e si iscrive alle Corse folli, ma viene battuto in gara da Terra. Ritornato, questa volta con il nome di Capitan Giustino, tenta senza successo di accaparrarsi le simpatie altrui, e quando scopre che il Premio Millesogni è stato assegnato a Terra, Ven e Aqua tenta di impadronirsene con la forza. Minni però punisce questo suo ennesimo atto di insubordinazione rinchiudendolo in una dimensione parallela. Viene salvato poco tempo dopo da Malefica, che gli promette la libertà in cambio dell'obbedienza, e da quel momento in poi comincia a girare innumerevoli mondi alla ricerca di Heartless con cui formare l'esercito destinato alla sua padrona.
Doppiato da:  Tōru Ōhira,  Jim Cummings

### Luxu
Luxu (ルシュ?, Rushu) era uno dei sei allievi del Maestro dei Maestri, a cui venne affidato un duplice incarico: quello di custodire la misteriosa scatola nera senza che potesse mai aprirla (tuttavia, Luxu è a conoscenza del suo contenuto), e quello di tramandare il suo Keyblade, l'Innominata, finché non sarebbe arrivato nelle mani di un "maestro del Keyblade votato alle tenebre" così che il Libro delle profezie potesse essere scritto. Così Luxu, per portare a termine il suo compito, nei secoli è passato di corpo in corpo, diventando al tempo degli eventi della saga di Xehanort l'uomo conosciuto come Braig (ブライグ?, Buraigu), che nel frattempo diventa uno degli allievi di Ansem il Saggio. Trovato in Xehanort il maestro votato alle tenebre indicato dal Maestro dei Maestri, si allea con lui accettando di diventare suo seguace, interpretando il suo personaggio così da aiutarlo nei suoi scopi. In Birth by Sleep, Braig appare al Giardino radioso dove incontra Terra, dicendogli di aver catturato il maestro Xehanort e di tenerlo come suo prigioniero.
Doppiato da:  Hōchū Ōtsuka,  James Patrick Stuart

### Sephiroth
Il grande antagonista di Final Fantasy VII appare anche nella serie di Kingdom Hearts, precisamente nei due capitoli principali per PlayStation 2: in entrambi i giochi appare come boss opzionale, uno tra i più ardui da sconfiggere. Nella storia del gioco è in forte contrasto con Cloud, definendosi "la parte oscura del suo cuore". Cloud in Kingdom Hearts II dà la caccia disperata al suo nemico, incontrandosi durante la battaglia per la Fortezza Oscura. Il loro combattimento è visibile dopo che il giocatore avrà battuto Sephiroth e avrà riferito a Cloud per conto suo dove fosse.
Doppiato da:  Toshiyuki Morikawa,  Lance Bass (Kingdom Hearts),  George Newbern (Kingdom Hearts II)

### Organizzazione XIII
L'Organizzazione XIII (XIII機関?, Jūsan kikan, lett. "Ordine XIII") è un gruppo malvagio composto da tredici speciali Nessuno. Quando un cuore viene sopraffatto e inghiottito dall'Oscurità creando un Heartless può accadere che si possa generare anche un Nessuno, se chi ha perso il cuore era una persona dallo spirito forte: il suo corpo vacuo quindi si anima di vita propria e diventa un essere senza cuore ripudiato sia dalla Luce che dall'Oscurità, e non appartenente a nessuna delle due. L'Organizzazione XIII è un manipolo di potenti e speciali Nessuno che si sono uniti per controllare i Nessuno detti "inferiori" e agognare al Kingdom Hearts per riottenere un cuore.
L'Organizzazione fu inizialmente introdotta con un filmato segreto di Kingdom Hearts Final Mix intitolato "Another side, Another story [deep dive]", dove il loro nome giapponese fu tradotto letteralmente come "Ordine dei 13". Il gruppo venne introdotto poi come "l'Organizzazione" in Chain of Memories, nel quale sono gli antagonisti maggiori, ricoprendo lo stesso ruolo anche in Kingdom Hearts II. L'Organizzazione è prominente anche in 358/2 Days, essendo il capitolo incentrato sul periodo di tempo passato da Roxas nell'Organizzazione ed essendo i membri personaggi giocabili in alcune modalità del gioco. In particolare è da citare come per qualche mese fece parte dell'Organizzazione anche Xion: una replica di Sora nonché suo Nessuno artificiale; Saïx ha sempre affermato però che Xion non è mai stata un membro effettivo dell'Organizzazione, ma solo un fantoccio ed un mezzo per raggiungere il Kingdom Hearts.

#### Membri
Tra Birth by Sleep e Kingdom Hearts, gli otto apprendisti di Ansem il Saggio divennero Heartless e i rispettivi Nessuno crearono l'Organizzazione, iniziando a numerarsi in base a quando siano entrati nell'Organizzazione, e con Xemnas a capo di essa. Ai membri sono anche assegnati dei titoli che indicano sia il loro ruolo nell'Organizzazione che la loro personalità, venendo affidato loro anche il controllo su una specifica razza di Nessuno inferiori che rifletta il loro ruolo. I membri possiedono anche un particolare tipo di potere elementale. In quanto Nessuno, non possiedono emozioni e non sentono rimorso per le loro azioni. Circa metà dei membri dell'Organizzazione furono introdotti in Kingdom Hearts: Chain of Memories, e il rimanente in Kingdom Hearts II. In Chain of Memories, Sora, Paperino, Pippo e, per vie separate, Riku finiscono in un maniero chiamato Castello dell'Oblio, controllato da alcuni membri che miravano a rovesciare l'Organizzazione: attraversando il Castello ognuno per conto proprio, Sora e Riku hanno incontrato e sconfitto i diversi membri dell'Organizzazione che si frapponevano a loro cosicché in Kingdom Hearts II, complice anche l'abbandono del gruppo di Roxas in 358/2 Days, i membri dell'Organizzazione sono scesi a sette. Il loro obiettivo è il potere di Kingdom Hearts, che voglio ottenere per diventare completi.
I nomi dei componenti del gruppo sono l'anagramma dei loro originari nomi da umani a cui è stata aggiunta una "x". Il motivo di tale scelta sono i ricordi che Xemnas possedeva del χ-blade.

##### Xemnas
Xemnas (ゼムナス?, Zemunasu) è il Nessuno di Xehanort, ed è conosciuto anche come il "Superiore" (狭間の指導者?, Hazama no Shidōsha, lett. "il Comandante di ciò che è nel mezzo"). Il nome del personaggio si basa sull'alias di Xehanort, "Ansem". Xemnas è il leader dell'Organizzazione e il maggior antagonista di Kingdom Hearts II. È molto alto e di corporatura robusta, ha la pelle scura, occhi dorati e lunghi capelli grigi.
Il personaggio apparve per la prima volta in Kingdom Hearts Final Mix come boss opzionale e indicato nel Grillario come lo "Sconosciuto" (謎の男?, Nazo no Otoko, lett. "Uomo del mistero"). In quel caso esamina Sora dopo il reclutamento del suo Nessuno, Roxas.
Xemnas gioca un ruolo importante in 358/2 Days, che serve come forza trainante degli eventi. Xemnas fa uso del Keyblade di Roxas per ricavare i cuori necessari alla formazione di Kingdom Hearts, ma allo stesso tempo egli fa uso del Progetto Replica di Vexen per creare un clone di Sora, Xion. Il suo piano originale era di sviluppare le capacità di Xion, in modo che dopo potesse "assorbire" Roxas, così da formare un clone completo di Sora. Ponendo Xion sotto la tutela di Roxas, Xemnas estende i suoi piani al Castello dell'Oblio, mandando Marluxia, Larxene, Zexion, Lexaeus e Vexen per condurre esperimenti sulla memoria di Sora usando Naminè, tenuta prigioniera dall'Organizzazione. Tuttavia, quando verrà a sapere dei movimenti sovversivi nel castello, manda Axel a risolvere la situazione.
Doppiato da:  Norio Wakamoto,  Paul St. Peter

##### Xigbar
Xigbar (シグバール?, Shigubāru), il "Tiratore libero" (魔弾の射手?, Madan no Shashu, lett. "il Tiratore dal proiettile magico"), è il secondo membro dell'Organizzazione XIII. Il suo io originale è Braig (ブライグ?, Buraigu), che ha incontrato Terra, Ven e Aqua, e reca particolare interesse per il Keyblade.
Controlla i Nessuno Cecchino, e attacca con un paio di balestre magiche chiamate Tiratore scelto (シャープシューター?, Shāpushūtā, "Sharpshooter"), che all'occorrenza possono essere unite, in modo da formare un fucile di precisione. In battaglia, Xigbar può contare sulla sua capacità di manipolare lo spazio, che gli permette di generare fenditure nello spazio stesso per colpire l'avversario da qualsiasi angolo (prediligendo attacchi alle spalle) e di curvare la traiettoria stessa dei proiettili, di levitare e addirittura camminare a testa in giù, tutto a sua discrezione. Comanda inoltre i Nessuno Cecchino (スナイパー?, Sunaipā, "Sniper"). Ha una benda che gli copre l'occhio destro e una grande cicatrice verticale sul volto che finisce verso il punto lacrimale dell'occhio sinistro.
Pur essendo il numero II dell'Organizzazione non è secondo in comando, ma il suo trono è comunque uno dei più alti della Sala circolare. Durante le missioni con Roxas, Xigbar lo chiama sempre "ragazzino" e coglie ogni occasione per metterlo alla prova, ad esempio iscrivendolo ai tornei del Monte Olimpo. Xigbar appare a Sora nella Fortezza Oscura nella prima parte della storia di Kingdom Hearts II.
Doppiato da:  Hōchū Ōtsuka,  James Patrick Stuart

##### Xaldin
Xaldin (ザルディン?, Zarudin), il "Feroce lanciere" (旋風の六槍?, Senpū no Rokusō, lett. "le Sei lance del turbine"), è un Nessuno che usa il vento per manipolare le sue sei lance, chiamate Lindworm (竜牙閃?, Ryūgasen, lett. "il Bagliore della zanna del drago"), e proteggere se stesso. Le lance di Xaldin possono trasformarsi in una sorta di dragone che lui cavalca per attaccare gli avversari, solitamente caricandoli. Controlla anche il Nessuno Dragone (ドラグーン?, Doragūn, "Dragoon"). L'io originale di Xaldin è Dilan (ディラン?).
La sua prima apparizione avvenne in Kingdom Hearts II alla Fortezza Oscura con gli altri membri. Più tardi si confronta con Sora al Castello della Bestia, dove cerca di manipolare la rabbia della Bestia così da poter controllare in seguito il suo Nessuno e l'Heartless ma l'interferenza di Sora porta Xaldin a rubare la rosa della Bestia. Sora e la Bestia lo trovano e rivela loro che l'Organizzazione ha bisogno del Kingdom Hearts per diventare esseri completi. Rapisce poi Belle, obbligando la Bestia a scegliere fra Belle o la rosa: le due cose più importanti per lui. Il piano fallisce quando Belle scappa via con la rosa, dopodiché Xaldin cade contro Sora e la Bestia.
Doppiato da:  Yōsuke Akimoto,  David Dayan Fisher

##### Vexen
Vexen (ヴィクセン?, Vikusen) è un Nessuno conosciuto anche come il "Freddo accademico" (いてつく学究?, Itetsuku Gakkyū). L'io originale di Vexen è Even (エヴェン?), ed era interessato allo studio dei ricordi di Xehanort. Fisicamente è di media statura, ha lunghi capelli biondo spento e freddi occhi verdi; è inoltre il più anziano dell'Organizzazione. Vexen può controllare il ghiaccio e porta un grosso scudo chiamato Orgoglio gelido (フリーズプライド?, Furīzu Puraido, "Freeze Pride") in battaglia. Il personaggio apparve in Chain of Memories, dove Tatsuya Kando donò la sua voce solo per i suoi lamenti in battaglia.
In Chain of Memories, Vexen sta nel fronte con Zexion e Lexaeus, gli altri membri che stanno nei sotterranei del Castello dell'Oblio, per prevenire il piano di Marluxia di rovesciare l'Organizzazione. Si batte con Riku per creare una copia del ragazzo, e più tardi gli viene affidato il compito di scoprire le intenzioni di Marluxia. Vexen permette a Naminé di manipolare i ricordi della Replica di Riku per metterlo contro Sora. Quando la Replica fallisce contro Sora, Marluxia minaccia di rivelare la carenza a Xemnas, costringendo Vexen a combattere contro Sora. Dopo la battaglia, Vexen dà a Sora la carta di Crepuscopoli con l'intenzione di rivelare l'esistenza di Roxas. Come risultato, Marluxia lo considera come traditore e ordina ad Axel di ucciderlo. A Crepuscopoli, Vexen tenta di rivelare a Sora perché Crepuscopoli gli sia così familiare: Vexen combatte di nuovo con Sora, ma viene brutalmente e spietatamente eliminato da Axel. La morte di Vexen segnerà anche la fine del Progetto Replica.
Doppiato da:  Tatsuya Kando(Chain of Memories),  Nachi Nozawa,  Derek Stephen Prince

##### Lexaeus
Lexaeus (レクセウス?, Rekuseusu) è uno dei tre membri dell'Organizzazione che in Chain of Memories appaiono solo nella storia di Riku. È il più alto e robusto di tutta l'Organizzazione, ha corti capelli castani e occhi azzurri. È conosciuto anche come "l'Eroe del silenzio" (静かなる豪傑?, Shizuka-naru Gōketsu, lett. "l'Eroe silente") e usa una grande ascialama, chiamata Spaccacielo (破天?, Haten), utile grazie alla sua forza immensa per spaccare o innalzare pinnacoli di roccia e far vibrare la terra, elemento che controlla. Prima di divenire un assistente di Ansem il Saggio, quando era ancora Aeleus (エレウス?, Ereusu), svolgeva il compito di guardia del palazzo reale del Giardino radioso assieme a Dilan, come è possibile vedere in Kingdom Hearts Birth By Sleep.
Lexaeus, insieme a Vexen e Zexion, è il vecchio membro dell'Organizzazione che occupa i sotterranei del Castello dell'Oblio nel secondo gioco. Quando Lexaus, Vexen e Zexion scoprono il piano di Marluxia di rovesciare l'Organizzazione manipolando Sora, Lexaeus e Zexion decidono di catturare Riku per usarlo nello stesso modo contro Marluxia. Quando scoprono che Sora può cadere nelle mani di Marluxia, Lexaeus si confronta con Riku direttamente, provando a convincerlo di aprire in sé il potere dell'oscurità nel suo cuore. Nell'originale Chain of Memories, Riku riesce a sconfiggere il guerriero ma stremato dalle forze, Lexaeus si fa consumare dall'Oscurità presente in lui per un attacco suicida. In Re:Chain of Memories invece Riku viene sopraffatto per un momento da Lexaeus, ancora in forze, ma un Riku semi-incosciente viene posseduto per un momento da Ansem, studioso dell'Oscurità e colpisce ad una velocità disarmante Lexaeus, sconfiggendolo. Svanendo, Lexaeus percepisce allora che in Riku aleggia l'altra metà di Xemnas.
In Dream Drop Distance scopriamo come, al seguito della distruzione del suo Heartless e di Lexaeus, si sia ricomposto il suo sé originale Aeleus, nei laboratori di Ansem il Saggio al Giardino radioso.

##### Zexion
Zexion (ゼクシオン?, Zekushion), è il Nessuno di Ienzo (イエンツォ?), il più giovane assistente di laboratorio di Ansem il Saggio che suggerì la creazione di un laboratorio sotterraneo per le loro ricerche; per via della giovane età, è più basso degli altri membri dell'Organizzazione (sebbene comunque più alto di Roxas), e ha occhi e capelli azzurri, portati in un lungo ciuffo sul viso. È anche conosciuto come il "Burattinaio mascherato" (影歩む策士?, Kage Ayumu Sakushi, lett. "lo Stratega camminatore delle ombre") e usa il suo potere illusorio per mimare le armi degli altri o mascherare sé stesso come un altro, oltre a creare copie identiche di sé. Come arma usa anche un libro speciale chiamato lexicon (dal greco "λεξικόν", "vocabolario") che gli permette di intrappolare in dimensioni illusorie, il Libro del castigo (裁きの書?, Sabaki no Sho, lett. "Libro del giudizio"). Fa la sua prima apparizione in Chain of Memories.
Zexion è uno dei quattro membri dell'Organizzazione che appaiono nella modalità storia di Riku in Chain of Memories. Originariamente, Zexion pianificò di usare Riku contro Marluxia e Larxene (che cospiravano contro l'Organizzazione). Dopo che Sora li ebbe battuti, Zexion, quando vede Riku, tenta oramai di distruggerlo. Usando la carta che Axel crea dai ricordi di Sora, Zexion trasporta Riku in una simulazione delle Isole del destino per tormentare Riku con la loro distruzione. Facendolo attaccare dal Darkside. Assume poi l'aspetto di Sora e attacca Riku, dicendogli che l'Oscurità non dovrebbe esistere e quindi neanche lui. Fa affondare Riku nella luce ma Naminé interviene, sotto forma di Kairi, e convince Riku di accettare sia luce che tenebre così da diventare più forte. Con la fiducia ritrovata, Riku attacca Zexion, mettendolo in fin di vita. In seguito, Axel porta la Replica di Riku a Zexion, convincendolo che potrà avere un potere che il vero Riku non ha, e che sarà veramente qualcuno. Zexion non ci sta, ma la replica agguanta e solleva Zexion assorbendone tutta quanta la sua energia, consumandolo.
Doppiato da:  Akira Ishida,  Vince Corazza

##### Saïx
Saïx (サイクス?, Saikusu), conosciuto anche come il "Mago che danza sulla luna" (月に舞う魔人?, Tsuki ni Mau Majin, lett. "Il Demone che danza nella luna"), è un Nessuno con una cicatrice a forma di X sulla faccia e usa una claymore chiamato Lunatico (ルナティック?, Runatikku). Prende il potere dalla luna e controlla i Nessuno Berserker (バーサーカ?, Bāsākā), che usano un'arma simile alla sua. Il suo io originale è Isa, confermato in Birth by Sleep.
Secondo in comando. La prima apparizione di Saïx avviene in Kingdom Hearts II alla Fortezza Oscura insieme agli altri membri. Appare di nuovo a Crepuscopoli dopo che Sora combatte i suoi Nessuno Berserker e avvisa Sora dell'intenzione di Axel di trasformarlo in Heartless. Dopo che Sora combatte l'armata di Heartless alla Fortezza Oscura, Saïx appare e spiega lo scopo di Sora nei piani dell'Organizzazione e nega la richiesta di Sora di vedere Kairi, che Saïx aveva rapito precedentemente. Dopo che Saïx evoca un'orda di Heartless, Malefica tenta di usare i suoi Heartless per battere Saïx e ribadire il proprio dominio sugli esseri d'ombra, ma il Nessuno evoca dei Simili che riescono a sopraffare le forze della strega. Sulla strada che porta alla cima del Castello che non esiste, Sora combatte contro Saïx ingaggiandolo in uno scontro particolarmente ostico. Nonostante l'abilità del Nessuno però, anche lui soccombe davanti al custode del Keyblade.
È stato Saïx ad ordinare l'eliminazione di Zexion, e anche di Lexaeus e Vexen se non fossero morti per altri motivi.
Dopo essere tornato umano, Isa viene preso da Braig ed il giovane Xehanort per farlo tornare un Nessuno e quindi includere Saïx tra le file della Vera Organizzazione.
Doppiato da:  Ginpei Sato,  Kirk Thornton

##### Axel
Numero VIII - vero nome: Lea

##### Demyx
Demyx (デミックス?, Demikkusu) è un Nessuno conosciuto come il "Notturno melodico" (夜想のしらべ?, Yasō no Shirabe, lett. "la Melodia della notte"). Demyx ha il controllo sull'acqua e combatte con un sitar chiamato Arpeggio (アルペジオ?, Arupejio) per creare copie di sé stesso; solitamente, all'inizio di uno scontro, non sembra molto forte riuscendo quindi a sorprendere l'avversario. Porta i capelli con un taglio a spazzola. Controlla anche i Nessuno Ballerino (ダンサー?, Dansā, "Dancer"). La prima apparizione di Demyx avvenne in Kingdom Hearts II alla Fortezza Oscura con gli altri membri dell'Organizzazione XIII. A Demyx fu assegnato il compito di tenere d'occhio i progressi di Sora nei piani dell'Organizzazione, e appare più volte nel viaggio di Sora. Dopo il suo tentativo di parlare a Roxas attraverso Sora nell'Oltretomba, Demyx cerca di stuzzicare i ricordi del ragazzo attaccandolo con le sue copie d'acqua, ma senza alcun risultato. Demyx successivamente compare alla Fortezza Oscura per combattere contro Sora e i suoi amici, ma alla fine viene sconfitto e sparisce nel Nulla. In Kingdom Hearts III, Demyx viene richiamato nella Vera Organizzazione come "membro di riserva"; tuttavia viene convinto da Vexen a dargli una mano ad aiutare Ansem il Saggio e Ienzo, aiutandolo.
Doppiato da:  Ken'ichi Suzumura,  Ryan O'Donohue

##### Luxord
Luxord (ルクソード?, Rukusōdo) è un Nessuno conosciuto anche come lo "Sfidante del destino" (運命を賭す者?, Unmei o Tosumono). Ha i capelli tagliati cortissimi, barbetta e pizzetto biondo platino e porta molti orecchini; parla inoltre con un marcato accento inglese. Dispone di una parlantina molto sciolta e sembra preferire il dialogo al combattimento aperto; nella battaglia finale contro di lui tuttavia dice "Preferisco saltare le formalità!", affrontando Sora a viso aperto in un "gioco". Controlla i Nessuno Giocatore d'azzardo (ギャンブラー?, Gyanburā, "Gambler"), può trasformare Sora e le persone in carte, e usa un mazzo di carte chiamate Gioco leale (フェアゲーム?, Fea Gēmu) come arma offensiva e difensiva. Luxord ha anche il potere di controllare il tempo.
Luxord appare in Kingdom Hearts II, rivelandosi a Port Royal dove rievoca la maledizione dell'oro azteco, maledicendo per divertimento Jack Sparrow. Sora più tardi libera Jack dalla maledizione, ma Luxord scappa senza combattere. Al Mondo che non esiste, Luxord intrappola i compagni di Sora nelle sue carte, lasciando Sora a combattere da solo contro di lui. Sora comunque lo sconfigge e Luxord viene inghiottito dal Nulla, chiedendo a Sora (chiamandolo Roxas) come abbia potuto. In Kingdom Hearts III diventa membro della Vera Organizzazione, cercando la misteriosa scatola nera nel mondo dei Caraibi, opponendosi sia a Jack Sparrow che a Davy Jones. Perirà poi nello scontro finale tra le Luci e le Oscurità, promettendo a Sora che si sarebbero reincontrati per giocare nuovamente assieme per fare una partita leale.
Doppiato da:  Jōji Nakata,  Robin Atkin Downes

##### Marluxia
Marluxia (マールーシャ?, Mārūshya) è il padrone del Castello dell'Oblio e l'antagonista principale di Sora in Kingdom Hearts: Chain of Memories. Conosciuto come il "Leggiadro sicario" (優雅なる凶刃?, Yūga-naru Kyōjin, lett. "l'Aggraziata lama dell'assassino"), usa una falce chiamata Dalia graziosa (優美なるダリア?, Yūbi-naru Daria) e attacca controllando i fiori, inoltre ha controllo sui Nessuno Mietitore (リーパー?, Rīpā). Il suo nome da umano si ipotizza sia Ilamaru, ma non è stato ancora confermato. In Chain of Memories, Marluxia attira Sora al Castello dell'Oblio così che Naminé possa manipolare i ricordi di Sora come parte del suo piano per rovesciare l'Organizzazione. Dà a Sora un set di carte di mondi che permette a Sora di procedere attraverso il Castello. Marluxia assegna ad Axel il compito di eliminare Vexen per impedirgli di svelare i piani dell'Organizzazione a Sora. Dopo il rapimento di Naminé, in seguito alla sconfitta di Larxene, Marluxia si confronta poi con Axel, che tenta di eliminarlo per la cospirazione contro l'Organizzazione. Ad ogni modo, Marluxia usa Naminé per costringere Sora a battersi con Axel. Dopo la sconfitta di Axel, Marluxia ordina a Naminé di cancellare i ricordi di Sora così da usarlo come pedina per i suoi piani. Lei rifiuta, e Marluxia tenta di eliminarla. Marluxia è raggiunto e affrontato da Sora, ma il ragazzo scopre che è solo un'illusione di Marluxia, quindi trova il vero Marluxia e lo distrugge. In Kingdom Hearts III è membro della Vera Organizzazione, intralciando Sora nella sua visita al Regno di Corona e aiutando Madre Gothel. Perisce in seguito nello scontro finale tra le Luci e le Oscurità.
Doppiato da:  Tatsuya Kando (Chain of Memories),  Shūichi Ikeda,  Keith Ferguson

##### Larxen
Larxen (ラクシーヌ?, Rakushīnu), conosciuta anche come la "Ninfa selvaggia" (非情の妖姫?, Hijō no Yōki, lett. "l'Insensibile bisbetica"), era la prima introdotta in Kingdom Hearts: Chain of Memories dove cospira insieme a Marluxia di rovesciare l'Organizzazione XIII. Larxene combatte con una serie di coltelli da lancio chiamati Fulmine (エクレール?, Ekurēru, "Éclair") e attacchi elettrici. Controlla i Nessuno Ninja (ニンジャ?).
Quando Larxene incontra Sora per la prima volta in Chain of Memories, lei gioca con i suoi ricordi, facendogli tornare in mente una certa Naminé che viveva sulle Isole del destino (che il ragazzo non ha mai visto in realtà) per poi combattere con lui e donargli dopo lo scontro altre carte per avanzare attraverso il Castello dell'Oblio. Ordina poi a Naminé di continuare a manipolare i suoi ricordi e prende in giro Vexen poiché la sua Replica di Riku ha perso contro Sora. Dopo aver scoperto il tradimento di Axel, e quando vede che ormai il piano di Marluxia sta fallendo, decide di eliminare Sora. Dopo che Sora trova Naminé, Larxene insulta i due prima di apprestarsi ad eliminarli. Ad ogni modo, Paperino e Pippo giungono in suo aiuto e insieme riescono a sconfiggere Larxene, che si consuma nel Nulla. In Kingdom Hearts III è membro della Vera Organizzazione e viene incontrata da Sora ad Arendelle, dove lei supervisiona Elsa in quanto oggetto di interesse della Vera Organizzazione e intrappolando Sora, Pippo e Paperino in un labirinto di ghiaccio da lei creato irto di pericoli. Perisce in seguito nello scontro finale tra le Luci e le Oscurità.
Nella versione inglese del gioco, il nome del personaggio è scritto "Larxene" mentre nella localizzazione italiana di Chain of Memories, Kingdom Hearts II e Kingdom Hearts III è stato trasposto senza la "E" finale, spezzando così il legame con il suo nome originale anagrammato (non ancora rivelato). Solo nella versione italiana di 358/2 Days, il suo nome è riportato come "Larxene".
Doppiata da:  Rieko Katayama (Chain of Memories),  Yūko Miyamura (da Re:Chain of Memories),  Shanelle Gray

### Vanitas
Vanitas (ヴァニタス ?, Vanitasu) è il braccio destro e apprendista del maestro Xehanort, indossa un'armatura simile a quella di Riku in modalità oscura senza dettagli bluastri e brandisce il suo personale Keyblade, chiamato solo il Keyblade di Vanitas (ヴァニタスのキーブレード?, Vanitasu no Kīburēdo) - chiamato Chiave Vanitas (ヴォイドギア?, Voido Gia, lett. "Ingranaggio nullo/vuoto") nella versione impugnata dai suoi Pensieri. Il suo volto è simile a quello di Sora, ma a differenza di questi ha i capelli neri e gli occhi gialli - questa somiglianza viene spiegata in Kingdom Hearts III, con la sconfitta di Vanitas: Vanitas e Sora infatti sono legati perché quest'ultimo, quando curò il cuore danneggiato di Ventus, è andato ad occupare il vuoto lasciato con la nascita di Vanitas. Finora lo si è visto usare alcune arti magiche oscure e il suo Keyblade abilmente. Come leader (nonché fonte) dei Nesciens chiude il "triangolo" con Ansem, studioso dell'Oscurità e Xemnas. Venne alla luce quando il maestro Xehanort estrasse l'Oscurità dal cuore di Ventus. Vanitas ha tutte le caratteristiche peggiori dell'animo umano, dalla spietatezza alla crudeltà alla sadicità; in certe situazioni appare inoltre dal suo atteggiamento che sia completamente folle.
Al Cimitero dei Keyblade, come secondo il piano del maestro Xehanort, si scontra con Ventus andando a formare il leggendario χ-blade e impossessandosi del corpo del ragazzo formando Ventus-Vanitas. Quindi, mentre nel mondo reale Ventus-Vanitas (armato del χ-blade completo) si scontra con Aqua e Topolino, all'interno del cuore condiviso dei due infuria una seconda battaglia per la supremazia tra Ven e Vanitas, quest'ultimo impugnando una forma incompleta del χ-blade e intimando al ragazzo di fondere anche i loro cuori per forgiare definitivamente l'arma. Vanitas però viene sconfitto da Ven, che riprende finalmente il controllo del suo cuore ma, a causa della distruzione del χ-blade, lo perde anche lui. Intanto, grazie alla sconfitta del cuore di Vanitas, il χ-blade nel mondo reale si danneggia e Ventus-Vanitas viene sconfitto.
In Kingdom Hearts III ritorna tra le tredici oscurità di Xehanort, andando a Mostropoli a collezionare ed assorbire la paura dei bambini. Imbattendosi lì in Sora, tenta di liberare e "riprendersi" il cuore di Ventus (che Vanitas chiama "fratello") ma viene respinto grazie all'intervento di Sulley. Si rivela nuovamente poi quando Sora e Aqua ritrovano il corpo assopito di Ven, duellando con Aqua per ottenerlo: in procinto di trafiggere Aqua, viene scacciato da Ventus quando questi si risveglia, andandosene soddisfatto in attesa dello scontro con lui. Durante la battaglia tra luci ed oscurità, lotta contro Ventus e Sora, venendo nuovamente sconfitto e scomparendo.
Doppiato da:  Miyu Irino,  Haley Joel Osment

### Vera Organizzazione XIII
In Dream Drop Distance, si scopre l'esistenza di un nuovo gruppo di persone, guidate dal maestro Xehanort, creato per far avvenire una seconda Guerra dei Keyblade. Ogni membro di questo gruppo è una differente incarnazione del maestro Xehanort o possiede in sé un frammento del cuore stesso del maestro Xehanort. Questo gruppo, che prende il nome di Vera Organizzazione XIII (真のXIII機関?, Shin no Jūsan Kikan), ha lo scopo di minacciare la luce e scontrarsi con sette suoi guardiani affinché possano ricreare nuovamente il χ-blade originale e accedere al vero Kingdom Hearts, entrambi andati perduti durante la Guerra dei Keyblade.
In Dream Drop Distance viene rivelato anche che l'originale Organizzazione era stata creata proprio per cercare altri dodici contenitori nei quali inserire un frammento del cuore ricolmo di Oscurità del maestro Xehanort ma molti membri, per mancanza di forza, spirito, volontà, o poiché erano diventati troppo consapevoli di loro stessi, vennero scartati. Tuttavia, prevedendo questa eventualità, il maestro Xehanort aveva già pensato ad un piano di riserva: infatti Ansem, lo studioso dell'Oscurità, ha viaggiato nel tempo per incaricare il giovane Xehanort di cercare attraverso vari momenti dislocati nel tempo ulteriori recipienti che sarebbero diventati le nuove incarnazioni di sé stesso così da formare la Vera Organizzazione. Per accogliere il cuore dell'oscuro maestro, alcuni membri sono tornati dei Nessuno (come Xigbar e Saïx) mentre le versioni passate di Xehanort, invece, come Xemnas e Ansem sono solo i loro cuori inseriti nelle Repliche migliorate di Vexen. 
In Kingdom Hearts III, mentre Sora viaggia fra i mondi, l'ultima Oscurità viene trovata così, una volta che i sette guardiani della Luce giungono al Cimitero dei Keyblade, lo scontro tra le due fazioni inizia e dopo un iniziale difficoltà delle Luci, le Oscurità cadono una dopo l'altra, ad esclusione del maestro Xehanort (e Xigbar). I cuori dei caduti vengono trasformati dall'anziano maestro in altrettante copie dell'Innominata, che poi fonde alla sua per creare l'agognato χ-blade. Prima dello scontro finale tra Sora e Xehanort a Scala ad Caelum, le Oscurità cadute si rimaterializzano e attaccano Sora, che le respinge, per poi unirsi col maestro Xehanort in un unico, potente Xehanort.

## Personaggi dei vari mondi
I diversi mondi che compaiono sono per la maggior parte presi da opere Disney, mentre sono pochi quelli originali del gioco. Di conseguenza i personaggi che li abitano sono più o meno dello stesso ambito, anche se non mancano a volte interazioni tra personaggi Disney e Final Fantasy (e a volte anche originali) insieme.

### Le Isole del destino
Le Isole del destino (dopo il Tuffo nel cuore) è il primo mondo visitabile della saga, ad abitarlo sono Sora, Riku e Kairi insieme ai due personaggi Tidus e Wakka di Final Fantasy X e Selphie di Final Fantasy VIII. Nell'introduzione di Birth by Sleep si scopre inoltre che questo è il luogo di nascita del maestro Xehanort.

### La Città di mezzo
Questo mondo è come il rifugio di abitanti il cui mondo è stato inghiottito dall'Oscurità. Qui è il luogo dove Leon, Cid, Aerith e Yuffie, da Final Fantasy VII e di Final Fantasy VIII, si sono rifugiati dopo che la Fortezza Oscura venne inghiottita dalle tenebre. Dopo averli salvati dalla Balena anche Pinocchio, Geppetto e Cleo si troveranno qui. In Dream Drop Distance in questo mondo compaiono anche i protagonisti di The World Ends with You ovvero Neku, Jousha, Shiki, Beat e Rhyme. In Kingdom Hearts, Merlino e Smemorina si trasferiscono in un'area nascosta di questo mondo, anche Pongo e Peggy si trasferiscono in una spaziosa casa della città, mentre i cuccioli risultano dispersi e vanno ritrovati in una delle subquest.

### La Fortezza Oscura/il Giardino radioso
In questo universo, questo è il mondo originario di Leon e i suoi amici, oltre che di Kairi. A governarlo era Ansem il Saggio, che tutti gli abitanti amavano e rispettavano prima che Xehanort usurpasse il suo nome e ribattezzasse il luogo "Fortezza Oscura". All'inizio gli apprendisti di Ansem erano Braig, Dilan, Even, Aeleus e Ienzo. Dopo l'arrivo di Xehanort, insieme i sei fecero sprofondare i loro cuori nell'Oscurità dando vita ai primi sei membri dell'Organizzazione XIII e creando i primi Heartless Emblema. In questo mondo, da Kingdom Hearts II, vi abitano anche Merlino, Leon, Cid, Aerith e Yuffie.

### Crepuscopoli
Questo mondo appare per la prima volta in Chain of Memories, ma i suoi abitanti appaiono solo in Kingdom Hearts II e in 358/2 Days: i primi sono il trio di Hayner, Pence e Olette (nella Crepuscopoli virtuale sono amici di Roxas) originali della saga come l'organizzatore del Torneo Struggle, che convivono con i personaggi di Final Fantasy tra i quali Seifer e la sua banda composta da lui, Raijin, Fuu e Vivi. In Kingdom Hearts III vi si stabiliscono anche Zio Paperone e Remy.

### Il Mondo finale
Questo mondo è una specie di limbo tra sonno e morte in cui finisce chiunque perda il proprio cuore ma non è ancora del tutto morto, e dal quale si può ritornare indietro se si è abbastanza forti. Il mondo è un'infinita distesa che sembra acqua, sulla quale si può camminare, sovrastata da un cielo azzurro e sereno. In esso è presente la coscienza di chi vi è finito, e l'unico essere materiale ad abitarvi è il Chirithy che venne assegnato a Ventus: stando a questo Chirithy, questa dimensione è affine alle Stazioni del cuore e vicina ai mondi dormienti.

### Mondi tratti da film Disney
- Agrabah: Aladdin, il Genio, Jasmine, Jafar, Iago, Abu, il mercante, il tappeto volante, la Testa di tigre, capitano Razoul, le guardie, il Sultano, Rajah (cammeo)
- Arendelle: Elsa, Anna, Kristoff, Sven, Olaf, Marshmallow, Hans
- Atlantica: Ariel, Flounder, Sebastian, re Tritone, il principe Eric, Ursula (anche in forma di "Vanessa" in Kingdom Hearts II), Flotsam e Jetsam, Attina, Andrina, le vittime di Ursula, Glut lo squalo (non inserito nel Grillario)
- Il Bosco dei cento acri: Winnie the Pooh, Pimpi, Tigro, Tappo, Ih-Oh, Uffa, Kanga, Roo, DeCastor, Effy, le api
- Il Bosco dei nani: Biancaneve, i sette nani, la regina Grimilde, lo specchio magico, il Principe, Humbert il cacciatore (citato in Union χ)
- Il Castello dei sogni: Cenerentola, Giàc, Lady Tremaine, Anastasia, Genoveffa, Lucifero, il principe azzurro, il granduca Monocolao, Ronzino, il re del Castello dei sogni (citato), madre di Cenerentola (citata)
- Il Castello della Bestia: la Bestia/principe Adam (in forma umana nei titoli di coda di Kingdom Hearts II ed in Union χ), Belle, Lumierè, Tockins, Mrs. Bric e Chicco, Guardaroba, Sultano (manga), Appendiabiti (manga), Maurice, Gaston e la Fata (citata)
- Il Dominio incantato: Aurora, principe Filippo, Malefica, Flora, Fauna e Serena, sgherri di Malefica, Diablo, Sansone, Re Stefano e Regina Leah (citati), cortigiani (Union χ)
- Il Monte Olimpo e l'Oltretomba: Ercole, Filottete, Cerbero, Ade, Lithos il titano di roccia, Ydros il titano di ghiaccio, Pyros il titano di lava, Stratos il titano dell'aria, Pena e Panico, Megara, Pegaso, l'Idra, Atena, Ares, Ermes, Zeus, Era (citata), le Parche Cloto, Lachesi e Atropo (cammeo), Efesto (manga), Dioniso (manga), Afrodite (manga), Ibid, le Muse Calliope, Clio, Melpomene, Tersicore e Talia (cammeo)
- Il Paese dei balocchi e la Balena: Pinocchio (in forma umana nei titoli di coda del primo gioco), Geppetto, il Grillo Parlante, Cleo (cammeo), la Fata azzurra, Figaro (manga), la Balena (mondo, boss e personaggio), le marionette (cammeo e manga), il Gatto e la Volpe (citati)
- Il Paese delle Meraviglie: Alice, la Regina di cuori, le carte-soldato, il Bianconiglio, lo Stregatto, la Serratura, i fiori, il Cappellaio Matto e il Leprotto bisestile (cammeo in KH, presenti in χ), Toperchio (cammeo nel manga), Brucaliffo (manga), i Palmipedoni (citati nel manga), Civettarmonica (manga), Matituccelli (manga), Ombrellavvoltoi (manga), Pinco Panco e Panco Pinco (Dark Road), Tricheco, Carpentiere e Ostriche (citati), Marianna (citata nel manga)
- Il Regno di Corona: Rapunzel, Flynn Rider/Eugene Fitzherbert, Pascal, Maximus, Madre Gothel, Capitano delle guardie (citato), Re Frederic e Regina Arianna (cammeo)
- L'Isola che non c'è: Peter Pan, Trilli, Wendy, Capitan Uncino, Spugna, i Bimbi sperduti (solo Orsetto e Svicolo in Birth by Sleep; tutti nel manga), Cocco il coccodrillo, Sirene (manga), Pirati (manga)
- La Città delle campane: Quasimodo, Esmeralda, capitano Febo, Giudice Claude Frollo, Laverne, Hugo e Victor, gli zingari (citati), l'arcidiacono (citato), madre di Quasimodo (citata)
- La Città di Hallowen e la Città del Natale: Jack Skeletron, il Baubau, il Sindaco, Sally, Vado, Vedo e Prendo, Babbo Natale, il Dottor Finkleistein, Zero, la vasca, le renne-scheletro, gli elfi, fantasmi, scheletri impiccati, scheletri di Baubau, giocattoli mostro
- La Città Disney, il Castello Disney, il Fiume senza tempo e il Paese dei moschettieri: Topolino, Minni, Paperino, Paperina, Paperon de' Paperoni, Qui, Quo e Qua, Pippo, Pluto, Pietro, Orazio, Clarabella, Chiquita, la Banda Bassotti, Cip e Ciop, le Scope, Peter Pig (cammeo)
- La Giungla profonda: Tarzan, Jane Porter, Clayton, Terk, Kerchak, Kala, altri gorilla, Sabor, gli ippopotami, i serpenti
- La scatola dei giocattoli: Woody, Buzz Lightyear, Hamm, Rex, gli LGM, il sergente e i soldati, Andy (citato), Slinky (citato), Zurg (citato)
- La stazione centrale di gioco:
  - Belposto: Ralph Spaccatutto, Felix Aggiustatutto Jr., abitanti di Belposto
  - Settore degli scarafoidi: il sergente Calhoun, i soldati di Hero's Duty, gli scarafoidi
  - Regno Candito: Vanellope, Aspro Bill, Re Candito/Turbo
- La Terra dei dragoni: Mulan ("Ping" quando è travestita da uomo), Mushu, capitano Li Shang, Shan Yu, Hayabusa, Yao, Chien-Po, Ling, soldati, l'Imperatore, Fa Zhou (citato), Generale Li (citato), Antenati di Mulan (citati), Khan (manga), Cri-Cri (manga), Chi-Fù (manga)
- Le Terre del branco: Simba, Nala, Mufasa (citato, flashback), Scar, Timon, Pumbaa, Rafiki, Shenzi, Banzai e Ed, Kiara (nei titoli di coda), le iene, le leonesse
- La Torre misteriosa e la Sinfonia della stregoneria: Yen Sid, le Scope, Chernabog, i demoni, Zeus (cammeo), Iris (cammeo)
- Lo Spazio assoluto: Stitch, il dottor Jumba Jookiba, il capitano Gantu, la Presidentessa del Consiglio, Esperimento 221/"Sparky"
- Mostropoli: Mike Wazowski, James "Sulley" Sullivan, Boo, Randall, gli agenti della CDA, Siringa e Smitty (citati)
- Port Royal e i Caraibi: Capitano Jack Sparrow, Will Turner, Elizabeth Swann, Joshamee Gibbs, capitano Hector Barbossa, pirati non-morti, Davy Jones, Tia Dalma/Calypso, Lord Cutler Beckett, il Kraken, commodoro James Norrington (citato), governatore Weatherby Swann (citato), Bill "Sputafuoco" Turner (citato), Cortès (citato), Fratellanza dei Pirati (citata)
- San Fransokyo: Hiro Hamada, Baymax, GoGo Tomago, Honey Lemon, Wasabi, Fred, il Baymax originale, Tadashi Hamada (citato)
- Space Paranoids e la Rete: Tron/Rinzler, Sark, MCP, Kevin Flynn, Sam Flynn, CLU, le guardie nere, Castor (citato)
- Altri: Pongo, Peggy e i 99 cuccioli (rifugiati alla Città di Mezzo), Chicken Little (evocazione), Bambi (evocazione), Dumbo (evocazione), il grande principe della foresta (citato), Anacleto (cammeo), Semola/Artù (fumetto), Lilli e Biagio (cammeo), Julius (trovato alla Città di Mezzo). Molti altri personaggi sono menzionati dalle medaglie, vestiti, accessori del Libro delle Profezie in Kingdom Hearts Union χ, ma non hanno ancora ottenuto una fisica apparizione (o una menzione) nella serie.